# Захлуми (Усти на Орлици)
Захлуми (чеш. Záchlumí) је насељено мјесто са административним статусом сеоске општине (чеш. obec) у округу Усти на Орлици, у Пардубичком крају, Чешка Република.

## Становништво
Према подацима о броју становника из 2014. године насеље је имало 744 становника.